# Saint-Privat-de-Vallongue
Saint-Privat-de-Vallongue è un comune francese di 276 abitanti situato nel dipartimento della Lozère nella regione dell'Occitania.

## Società

### Evoluzione demografica
Abitanti censiti